# Cantwell
Cantwell és una concentració de població designada pel cens dels Estats Units a l'estat d'Alaska. Segons el cens del 2000 tenia 222 habitants.

## Demografia
Segons el cens del 2000, Cantwell tenia 222 habitants, 102 habitatges, i 59 famílies La densitat de població era de 0,7 habitants/km².
Dels 102 habitatges en un 25,5% hi vivien nens de menys de 18 anys, en un 44,1% hi vivien parelles casades, en un 8,8% dones solteres, i en un 41,2% no eren unitats familiars. En el 33,3% dels habitatges hi vivien persones soles el 2,9% de les quals corresponia a persones de 65 anys o més que vivien soles. El nombre mitjà de persones vivint en cada habitatge era de 2,18 i el nombre mitjà de persones que vivien en cada família era de 2,8.
Per edats la població es repartia de la següent manera: un 20,7% tenia menys de 18 anys, un 4,1% entre 18 i 24, un 37,4% entre 25 i 44, un 30,2% de 45 a 60 i un 7,7% 65 anys o més.
L'edat mediana era de 40 anys. Per cada 100 dones hi havia 111,4 homes. Per cada 100 dones de 18 o més anys hi havia 114,6 homes.
La renda mediana per habitatge era de 43.750 $ i la renda mediana per família de 39.792 $. Els homes tenien una renda mediana de 55.625 $ mentre que les dones 17.500 $. La renda per capita de la població era de 22.615 $. Cap de les famílies i el 2% de la població estaven per davall del llindar de pobresa.

## Poblacions més properes
El següent diagrama mostra les poblacions més properes.